# バブルメモリーズ
『バブルメモリーズ：ザ・ストーリー・オブ・バブルボブルIII』（Bubble Memories : The Story of Bubble Bobble III）は、1996年にタイトーより発売された業務用固定画面アクションゲーム。

## 概要
キャッチコピーは『こんどのアワはでっかいぞ!』
『バブルシンフォニー』に続く『バブルボブル』の後継作。泡はきドラゴンのバブルンとボブルンが吐いた泡で敵を閉じ込めて、それを割ってやっつけるというバブルボブルのゲームデザインを継承しつつ新要素を取り入れた。実写取り込み背景や輪郭線の薄いフラットな色彩のキャラクターなど前年に発売された『パズルボブル2』とヴィジュアルコンセプトを共有している。
サブタイトルの「The Story of Bubble Bobble III」は、『バブルボブル』と『レインボーアイランド』から続く、バビーとボビーという2人の少年兄弟の活躍を描いたものであることを意味し、同じサブタイトルが付けられた『パラソルスター』（1991年）という外伝的続編ともいえる作品が先にPCエンジンでリリースされている。前作『バブルシンフォニー』は彼らの子孫たちが活躍するという位置づけになっているため、前述のサブタイトルは付けられていない。タイトー公式が運営するYouTubeの「バブルンちゃんねる」による作品間の時系列の解説によると、本作と『パラソルスター』はストーリーが前後する訳ではなく、互いにパラレルワールドであるとされている。
プレイヤーはゲーム開始時に「物語モード」か「練習モード」のどちらかを選択する。「物語モード」はノーマルモードおよびレベルデザインと敵配置の変更されたスーパーモード各80面の計160面構成で、10面ごとに計7種類の中ボスが登場する。キーアイテムの「レインボーポーション」を7種類全て集めることで最終ボスへの道が開かれ、80面の最終ボスであるスーパーダークグレートドラゴンを倒せばエンディングとなる（条件を満たせなかった場合は70面クリア時点でゲームオーバーとなりバッドエンディングになる）。「練習モード」は、ゲームシステムのチュートリアルを交えながらのプレイとなる。こちらはノーマルモード、スーパーモード各10面の計20面構成にタイムアタックが付く。真のエンディングを見るための謎解きは、レインボーアイランドやバブルシンフォニーと比べてシンプルになっているものの、ゲームの難度はそれらよりも高めになっている。
新たな要素として、泡吐きボタンを押したままにするとプレイヤーであるバブルン（プレイヤー2はボブルン）にエネルギーが溜まり、ボタンを離すと通常の4倍の大きさの「巨大バブル」を吐いて、複数の敵を一つの巨大バブルにまとめて閉じ込めることができる。あわせて、巨大バブルでないと閉じ込められない「巨大敵」が登場。巨大バブルから変化するラウンドクリア・フード（バブルボブル#フード参照）も巨大なものになる（一律7000点）。複数の泡に閉じ込めた敵をまとめてやっつける「まとめ割り」の得点に倍率が掛かるようになり、複数の敵を巨大バブルに閉じ込めてまとめ割りすると、まとめ割りの得点が2倍になる。また複数の敵を一旦普通の泡に閉じ込めて、それらを更に巨大バブルに閉じ込めてからまとめ割りすると、その得点が3倍になる。ボス戦においては巨大特殊バブルを吐くことができ、割って攻撃がボスにヒットすればより大きなダメージを与えられる。
キャラクターの移動速度が低下する水中地形が登場。操作をしなければ沈下し、ジャンプボタンで浮上する。
バブルシンフォニーと同様に1人プレイでゲームオーバーになってもコンティニューが可能。

## 他機種移植版
タイトーより、2007年1月25日発売の『タイトーメモリーズII 上巻』（PlayStation 2）に収録された。これは家庭用ゲーム機初移植となる。
タイトーより、2022年3月2日発売の家庭用ゲーム機「イーグレットツー ミニ」内に収録。
韓国のゲーム会社 MOBIRIX より、スマートフォンアプリ版（iOS版は2025年2月26日、Android版は2025年2月27日）が配信され、X公式アカウントは同年3月5日に配信を告知した。

## ストーリー
あるところに「レインボーアイランド」と呼ばれる島があり、かつてその島の住人がさらわれる事件が発生したが、虹の魔法を身に付けた2人の少年兄弟「バビー」と「ボビー」の活躍によって、事件の黒幕である暗黒大魔王は倒され、住人はすべて救出された。
その後のレインボーアイランド。その中心には「レインボータワー」という塔が建っていて、島の平和の象徴とされていた。バビーとボビーは村人とともに平和な日々を過ごしていた。
ところがある日、どこからか悪者が現れてバビーとボビーに雷を落とし、泡吐き竜の姿へと変えてしまい、更に村の宝で竜から人間の姿に戻す魔法の薬「レインボーポーション」を奪い、それを7つに分割してしまった。悪者はそのまま塔へと篭城した。
泡吐き竜に変えられたバビー（バブルン）とボビー（ボブルン）は、レインボーポーションを取り戻し、悪者を倒すべく塔へと向かった時、そこにはかつて2人が倒したはずの暗黒大魔王の姿が……。
歴史は、再び繰り返す……。

## プレイヤーキャラクター
バビー（バブルン）
プレイヤー1が操作するキャラクター。明るく活発な少年。暗黒大魔王によって緑の泡吐き竜の姿に変えられる。
ボビー（ボブルン）
プレイヤー2が操作するキャラクター。バビーの弟。内向的で読書好きな少年。兄同様青い泡吐き竜の姿に変えられる。今作ではバブルシンフォニーに設定されたバブルンとの能力差（移動速度は速いが泡の射程が短い）は無く、同一の能力となっている。

## コマンド
タイトル画面中、クレジット投入前に以下のコマンドを入力すると様々な効果が得られる。デモ1回に付き1種のみ入力可能なので複数入力時はデモをループさせること。
スーパーモード
左、スタート、泡、ジャンプ、上、下、スタート、右
オリジナルゲーム
スタート、左、泡、ジャンプ、泡、ジャンプ、泡、ジャンプ
パワーアップ
上、右、下、左、上、右、下、左

## 敵キャラクター
ぜんちゃん
ぜんまいのキャラクター。攻撃は体当たりだけで、バブルンたちを追いかける。
まいた
ちゃっくんぽっぷのキャラクター。攻撃は体当たりの他に、岩攻撃。
もんすた
ちゃっくんぽっぷで卵から生まれたあいつ。45度方向に移動するが攻撃は体当たり。
ぷるぷる
左斜め、右斜めのプロペラの付いた敵。攻撃は体当たり。
ばねぼう
下から降りるキャラクター。攻撃は体当たりだけ。ブロックの上を飛び跳ねるように移動。
ひでごんす
火を吐くキャラクター。攻撃は体当たりの他に火を吐く。
どらんく
甘いジュースが好きなキャラクター。攻撃は体当たりの他にウィスキーのビンを投げてくる。
いんべーだー
スペースインベーダーのキャラクター。攻撃は体当たりの他に下方向にビームを撃つ。スペースインベーダーがそのモデル。
すかるもんすた
一定時間立つと登場する、所謂永久パターン防止キャラクター。敵を全滅すると消える。
らすかる
永久パターン防止キャラで、一定時間シークレットルームを出ないでいると出現する。
この他にも新たなる敵キャラが登場する。

## ボスキャラクター
10面ごとに登場する中ボスと最終ボスを紹介する。ボスを倒すには特殊バブルを割ってボスにダメージを与えないと倒せない。特殊バブルの種類はボスにより異なる。（ ）内はスーパーモード時のもの。
すーぱーもんすた
練習モード10面に出て来るボスキャラクター。サンダー（メロディ）バブルで攻撃。体力は低い。
クーラント
10面のボスキャラクター。サンダー（メロディ）バブルで攻撃。倒すと10万点のボーナスが入る。
きりがん
20面のボスキャラクター。ウインド（サンダー）バブルで攻撃。倒すと20万点のボーナスが入る。
ガッチャン
30面のボスキャラクター。メロディ（ウォーター）バブルで攻撃。倒すと30万点のボーナスが入る。
ワッフルフル
40面のボスキャラクター。レインボー（ウインド）バブルで攻撃。倒すと40万点のボーナスが入る。
まいたP
50面のボスキャラクター。ファイア（レインボー）バブルで攻撃。倒すと50万点のボーナスが入る。
たるP
60面のボスキャラクター。ウォーター（ファイア）バブルで攻撃。倒すと60万点のボーナスが入る。攻撃が高いため、強敵。
スイマークイーンもんすた
70面のボスキャラクター。サンダー（メロディ）バブルで攻撃。倒すと70万点のボーナスが入る。体力はかなり高い。
スーパーダークグレートドラゴン＆メカニカルもんすた
80面の最終ボス。条件を満たさないと戦えないようになっており、サンダー（メロディ）バブルで攻撃。倒すと100万点（スーパーモードは真の最終ボスを倒すことによって200万点）のボーナスが入る。